# Zella-Mehlis

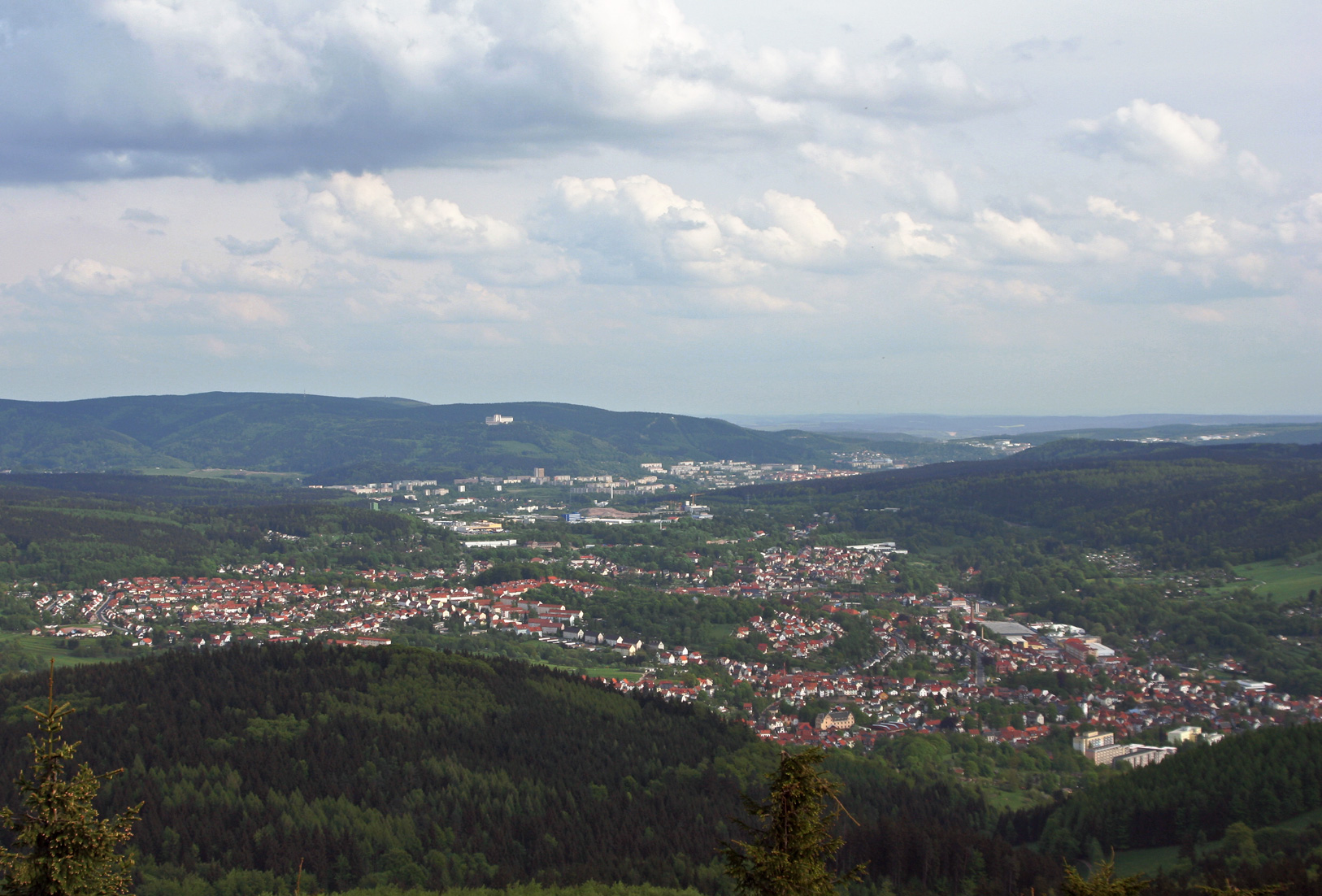
Blick vom Ruppberg über Zella-Mehlis und Suhl-Nord

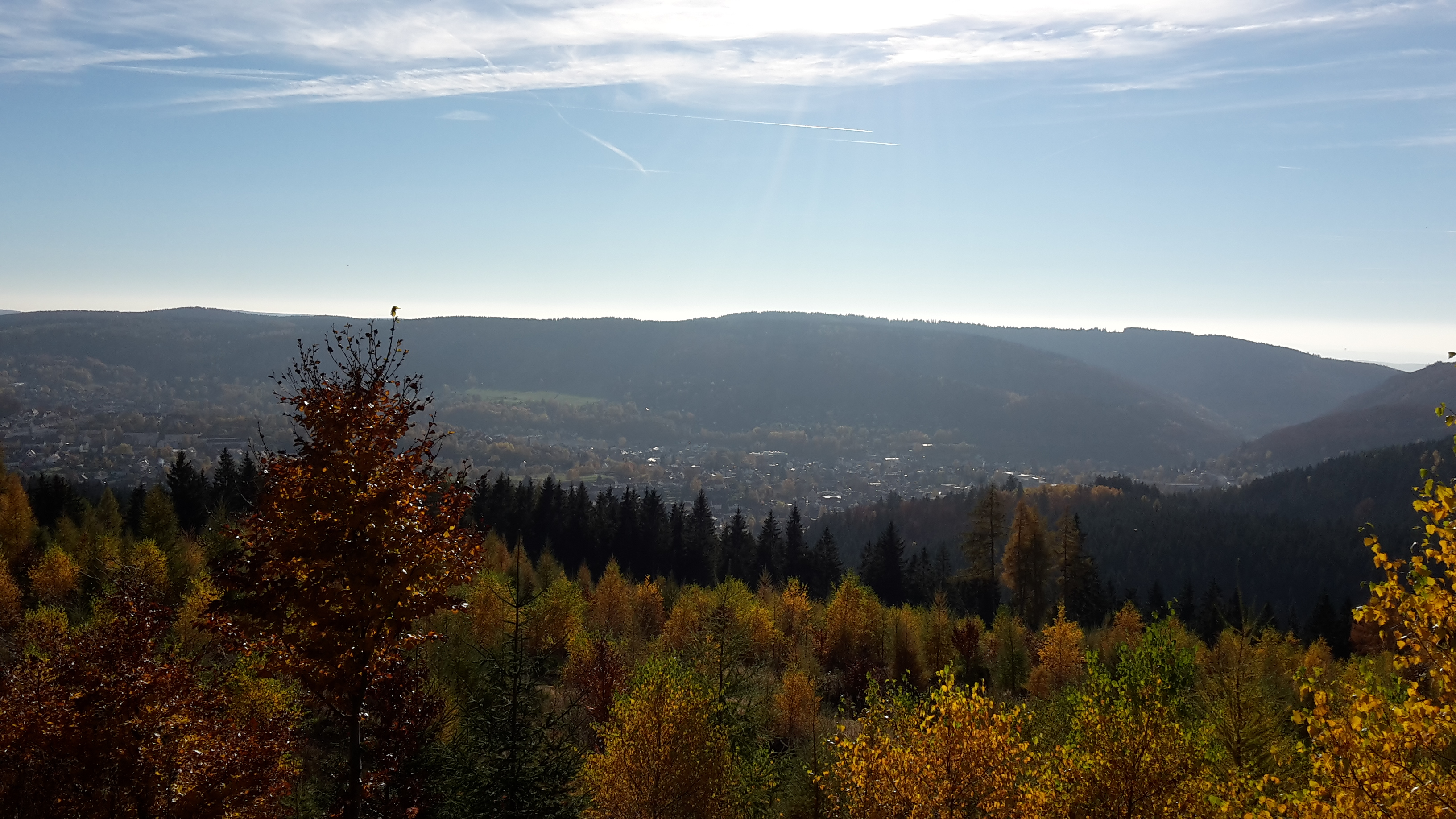
Zella-Mehlis im Herbst Richtung Ortsteil Mehlis

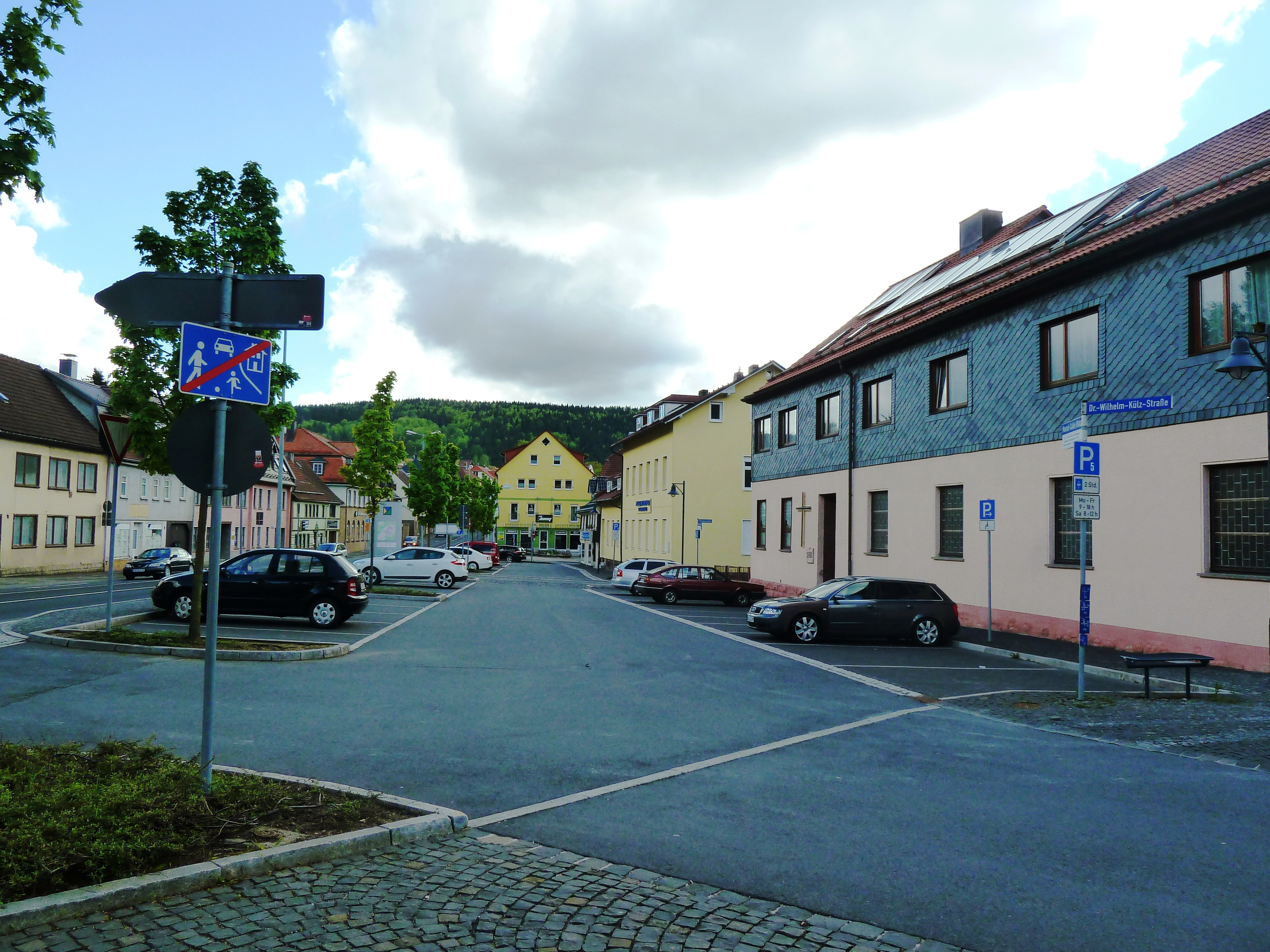
Marcel-Callo-Platz Zella-Mehlis mit katholischer Kirche (rechts)

Zella-Mehlis ist eine 1919 aus der Zusammenlegung der Gemeinden Zella St. Blasii und Mehlis entstandene Kleinstadt im Landkreis Schmalkalden-Meiningen in Thüringen, Deutschland. In der Raumordnung des Freistaates Thüringen ist sie Teil des kreisübergreifenden und funktionsteiligen Oberzentrums Südthüringen.

## Geographie
Zella-Mehlis liegt am Südhang des Thüringer Waldes auf einer Höhe von 450–580 m ü.NN (Stadtgebiet). Der Sommerbachskopf als höchster Berg auf der Gemarkung der Stadt hat eine Höhe von 941 m. Die nächstgelegenen Großstädte sind Erfurt (44 km Luftlinie), Jena (71 km), Würzburg (110 km), Erlangen (120 km) und Nürnberg (137 km).

### Stadtgliederung
Neben Zella-Mehlis, welches bis heute in die Ortsteile Zella und Mehlis getrennt wird, gehört der Ortsteil Benshausen (mit Ebertshausen) zum Stadtgebiet.

### Nachbargemeinden
Angrenzende Gemeinden sind Oberhof, Schwarza, Steinbach-Hallenberg und die kreisfreie Stadt Suhl.

## Dialekt
In Zella-Mehlis wird Hennebergisch, eine mainfränkische Mundart, gesprochen. Der nahegelegene Rennsteig fungiert als Sprachgrenze zwischen dem Thüringischen und dem Fränkischen Dialektraum und stellt in der Sprachgeographie die natürliche Grenze zwischen Mittel- und Süddeutschland dar. Das in Mehlis gesprochene „Mehlser Platt“ unterscheidet sich dabei nur unwesentlich vom „Zeller Platt“, beispielsweise gehen Zellaer „inn Waald“, um spazieren zu gehen, die Mehliser dahingegen „inn Bährch (Berg)“.

## Geschichte
Früher nutzten die Bewohner der Region die günstige Lage des Ruppberges aus, um den Verkehr aus Südthüringen zum Oberhofer Pass zu kontrollieren und zu sichern. Deshalb wird angenommen, dass auf dem Ruppberg bei Zella-Mehlis schon Mitte des 10. Jahrhunderts für kurze Zeit eine Burg (Schloss Ruprechtsburg) stand. Im 11. Jahrhundert saß der Edelfreie Timo von Nordeck auf dem Berg, ohne eine Veste zu nennen. Es sind keine Reste dieser Burg mehr erkennbar.
Der Ruppberg liegt allerdings nicht in der Gemarkung Zella-Mehlis, sondern der von Steinbach-Hallenberg. 
Während des Deutschen Bauernkriegs 1525 beteiligten sich örtliche Bauern am Bildhäuser Haufen bei Meiningen.
Zella-Mehlis wurde am 1. April 1919 durch den Zusammenschluss der seit 1640 zu Sachsen-Gotha (Amt Schwarzwald, Justizamt Zella, Landratsamt Ohrdruf) gehörenden, aus der seit dem 12. Jahrhundert bestehenden Gemeinde Cella hervorgegangenen Stadt Zella St. Blasii und der (seit 1894 städtischen) Gemeinde Mehlis gebildet. Von 1920 bis 1952 gehörte Zella-Mehlis zum Land Thüringen, wo es seit 1926 einen eigenen Stadtkreis bildete. Dies lag einerseits daran, dass die Stadt direkt an der preußischen sowie der kurhessischen Grenze lag und andererseits daran, dass die Stadt zu den ökonomisch bedeutendsten und reichsten Gemeinden des Landes Thüringen zählte. Zum 1. Oktober 1935 erhielt die Stadt einen Sonderstatus. Sie bildete nunmehr zwar keinen Stadtkreis mehr, blieb aber eine kreisfreie Stadt, die teilweise der Rechtsaufsicht des Landkreises Meiningen unterstand.
Am 15. März 1920 zogen fünf Hundertschaften bewaffneter Arbeiter in die Nachbarstadt Suhl, um dort gemeinsam mit Suhlern und anderen Arbeitern aus der Umgebung eine 80-köpfige Einheit Reichswehrsoldaten im Rahmen des Kapp-Putsches zu bekämpfen. Nach mehreren Stunden Gefecht wurden die Putschisten von den Arbeitern besiegt, die anschließend über Oberhof und Ohrdruf nach Gotha zogen, um den Widerstand gegen die Putschisten dort erfolgreich zu unterstützen. Auf dem ehemaligen Mehliser Friedhof erinnert ein Denkmal an die sieben Arbeiter, die bei diesen Kämpfen ihr Leben verloren.
Nach dem Ersten Weltkrieg, der Novemberrevolution und in der Zeit der Weimarer Republik gab es in Zella-Mehlis eine starke Arbeiterbewegung. Nachdem im November 1923 die Reichswehr im Auftrag von Reichspräsident Friedrich Ebert gewaltsam die erst drei Wochen alte Arbeiterregierung in Thüringen aus Sozialdemokraten und Kommunisten absetzte, wurde die Situation auch in Zella-Mehlis angespannter. Ein Denkmal in der Heinrich-Heine-Straße erinnert noch heute an den von reaktionärer Polizei vor der Gastwirtschaft „Wilhelmstal“ erschossenen Matrosen August Aschenbach. Die Inschrift lautet: Zum Gedenken! August Aschenbach am 1. Januar 1924 von der Reaktion ermordet.
In den 1920er und 1930er Jahren gab es in Zella-Mehlis auch eine Ortsgruppe der FAUD sowie der aus ihr hervorgegangenen Gilde freiheitlicher Bücherfreunde. Letztere veranstaltete hier u. a. im Jahr 1932 eine Vortragsveranstaltung mit der als gefährlichste Frau der Welt bezeichneten Emma Goldman.
Zu Beginn der Zeit des Nationalsozialismus und der damit einsetzenden Verfolgung von Bürgern anderer Überzeugung und anderen Glaubens formierte sich sofort Widerstand. Zella-Mehlis und die Nachbarstadt Suhl wurden zu jener Zeit als die „roten Städte“ bezeichnet. Zur Reichstagswahl am 5. März 1933 erhielten die beiden Arbeiterparteien, SPD und KPD, zusammen noch 4044 von 9213 Stimmen. Widerstand kam vor allem aus den zahlreichen Arbeiterorganisationen, wie dem Roten Frontkämpferbund, den Roten Sporteinheiten, der Roten Hilfe und besonders aus betrieblichen Organisationen. Speziell von Arbeitern aus den großen Fabriken wie der Mercedes-Bureau-Maschinengesellschaft mbH, wobei die Eheleute Hans und Else Raßmann sowie Fritz Wolf, die Verbindung zur Widerstandsgruppe Neubauer-Poser in Jena hatten, eine besondere Rolle spielten. Deren Namen tragen zwei Straßen der Stadt. Mehrere Verhaftungswellen, die auch durch Denunzianten ausgelöst wurden, brachten Zella-Mehliser Antifaschisten hinter Gitter. Dennoch gab es fast über die gesamten zwölf Jahre NS-Herrschaft hinweg Widerstand gegen die Nationalsozialisten, auch über Weltanschauungsgrenzen hinweg. So z. B. von einer ca. 60 Personen starken, illegalen kommunistischen Parteigruppe oder auch dem Kommunistischen Jugendverband aber auch von Sozialdemokraten, Anarchosyndikalisten und Freidenkern. Geldsammlungen und Transporte für den organisierten Widerstand, Flugblätter herstellen und verteilen, Kontakt zwischen den einzelnen Aktionsgruppen halten, Sabotage in den (Rüstungs-)Betrieben sowie Unterstützung für in Not geratene Familien waren die Aufgaben der selbstorganisierten Einheiten. Ein Zentrum des Widerstandes bildete die illegale KPD-Leitung im Unterbezirk Suhl, die ihren Sitz in Zella-Mehlis hatte. Erst die im August 1944 einsetzenden Massenverhaftungen der Aktion Gitter, unterbrach auch die Widerstandsarbeit der illegalen KPD-Unterbezirksleitung Suhl. Zu den in jener Zeit verhafteten Antifaschisten zählte auch der ehemalige Reichstagsabgeordnete Nikolaus Pfaff.
Eine weitere Straße in Zella-Mehlis erinnert an den 1940 in Berlin-Plötzensee hingerichteten Karl Zink. An den französischen katholischen Widerstandskämpfer erinnern der Marcel-Callo-Platz und eine zu seinen Ehren errichtete Statue in der Christ-König-Kirche.
Von den 30 jüdischen Bürgern, die in die Vernichtungslager deportiert wurden oder flohen, überlebte nur eine Frau. Nach der Pogromnacht vom 9. zum 10. November 1938 wurden sechs jüdische Bürger in „Schutzhaft“ genommen und in das KZ Buchenwald überführt.
Mit Inkrafttreten des Gesetzes zur Verhütung erbkranken Nachwuchses wurden 34 Menschen im Zella-Mehliser Stadtkreis für die Zwangssterilisation angezeigt. Etwa 20 Personen wurden Opfer der Zwangssterilisation im Landeskrankenhaus Meiningen.
1940 bis 1945 lebten insgesamt etwa 8000 Kriegsgefangene und Zwangsarbeit verrichtende Männer und Frauen in Zella-Mehlis, die an mehr als 110 Arbeitsstellen eingesetzt wurden. Mit der Walther-Waffenwerke Zella-Mehlis, die Karabiner direkt im KZ Buchenwald montieren ließen, profitierte auch die Zella-Mehliser Wirtschaft direkt von der NS-Zwangsarbeit. 34 Opfer der Zwangsarbeit (dazu sowjetische Opfer aus Benshausen) ruhen auf dem Alten Friedhof, der heute Stadtpark ist. Im größten Zwangsarbeiterlager Beckerwiese, in der Talstraße, und im gegenüberliegenden Kriegsgefangenenlager befanden sich am 8. März 1945 8219 Menschen. An dieses Lager erinnert seit dem 1. September 2003 eine Gedenktafel an der Kreuzung Sommerauweg/Talstraße.
Vor den Luftangriffen während des Zweiten Weltkrieges suchten weit über tausend Rheinländer in Zella-Mehlis und im Kreis Schleusingen Schutz. Ein ganzer Eisenbahnzug mit evakuierten Greisen, Frauen und Kindern aus Liegnitz in Schlesien lief im Februar 1945 in Zella-Mehlis ein. Am 4. April 1945 marschierte die US-Armee in Zella-Mehlis ein. Die Rote Armee traf am Morgen des 3. Juli 1945 ein und löste die Amerikaner planmäßig ab. Fortan lag Zella-Mehlis in der Sowjetischen Besatzungszone und ab Oktober 1949 in der DDR.
Am 1. Oktober 1945 wurde Zella-Mehlis in den Kreis Schleusingen eingegliedert. Dieser wurde am 30. Januar 1946 in Landkreis Suhl umbenannt. Nach Bildung der Bezirke in der DDR lag Zella-Mehlis im Bezirk Suhl. Zella-Mehlis war von 1967 bis zur Kreisreform Thüringen 1994 Verwaltungssitz des Kreises Suhl-Land.
Zum 1. Januar 2019 wurde Benshausen ein Stadtteil von Zella-Mehlis.

### Geschichte des Ortsteils Mehlis

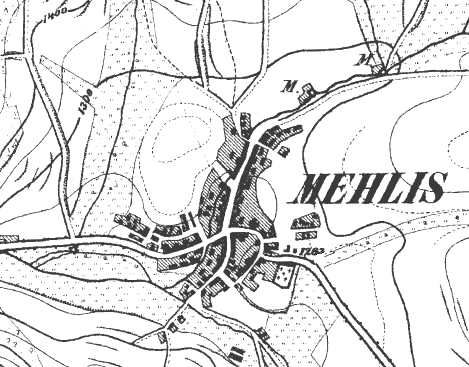
Karte zur Ortslage Mehlis (um 1850)

Die erste urkundliche Erwähnung findet sich, auf 1250 datiert, in Johann Georg Brückners Sammlung verschiedener Nachrichten zu einer Beschreibung des Kirchen- und Schulenstaats im Hertzogthum Gotha.
Ein Teil von Mehlis kam bereits 1357 durch einen die Propstei Zella St. Blasii betreffenden Gebietstauschvertrag der Henneberger Grafen an die wettinischen Landgrafen von Thüringen und gelangte in der Folgezeit an das Amt Schwarzwald. Es umfasste auch die Siedlungen Stutzhaus, Lütsche, Arlesberg, Dörrberg, Gehlberg, den Oberen Hof und Schwarzwald zu Füßen der Burg Schwarzwald. Der zweite in diesem Vertragswerk beschriebene Güterkomplex in Mehlis verblieb bis 1583 in der Grafschaft Henneberg und gelangte danach in das neu gebildete sächsische Amt Hallenberg. Die so entstandene Grenzlage blieb bis 1619 bestehen, als im Rahmen des Benshäuser Tauschvertrages auch der zweite Güterkomplex an das Amt Schwarzwald abgetreten wurde.
1598 eskalierte ein Eingriff der neuen Obrigkeit in die althergebrachten Triftrechte in einem lokalen Aufruhr. Fast alle Waldbauern wurden von Söldnern eingekesselt und für drei Wochen in einem Gebäude des Klosters Georgenthal eingesperrt. Zur Buße musste die verbliebene Dorfbevölkerung (Handwerker, Fuhrleute etc.) die Gefangenen freikaufen – für jeden Mann waren zehn und jede Frau fünf Gulden zu zahlen.
Das Hauptinteresse der Henneberger galt den Eisenerzvorkommen in der Mehliser Flur. Schon 1440 wird dort ein erster Eisenhammer erwähnt, er bildete die Existenzgrundlage für das eisenverarbeitende Gewerbe in den Waldsiedlungen. Bald folgten weitere Hammer- und Hüttengründungen.
Am 27. März 1894 erhielt Mehlis das Stadtrecht.

### Geschichte des Ortsteils Zella

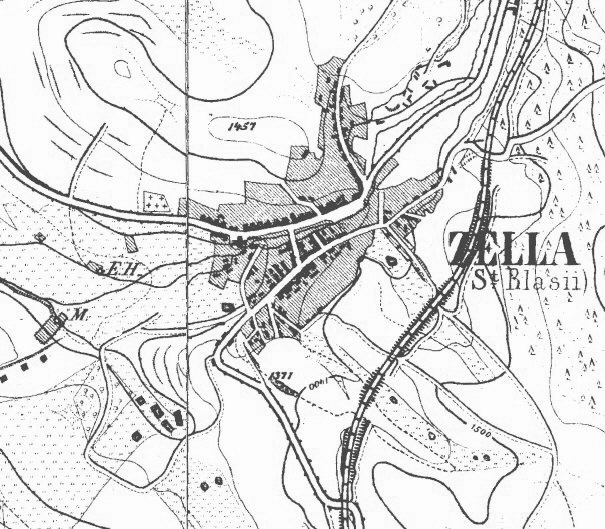
Karte zur Ortslage Zella St. Blasii (um 1850)

Zella St. Blasii (lat. für: Klosterzelle dem hl. Blasius geweiht) wurde im Jahre 1111 von Gebhard von Nordeck gegründet und dem Kloster Reinhardsbrunn unterstellt.
Der Ort war bis 1357 Sitz einer Propstei und blieb bis zum Deutschen Bauernkrieg 1525 Besitz des benachbarten Klosters Reinhardsbrunn. Nach 1525 sorgte ein lutheranischer Pfarrer mit Namen Hübner für das Seelenheil der Bewohner, das Gebiet der Zella St. Blasii gehörte fortan zu verschiedenen Ernestinischen Herzogtümern. Für die Gothaer Herzöge war der umfangreiche Waldbesitz des Klosters Reinhardsbrunn von größerer Bedeutung als der mögliche kurzzeitige Gewinn aus intensiviertem Bergbau. Im Jahr 1534 werden die Namen aller im Ort ansässigen Familien in einem Abgabenverzeichnis der Erb- und Rodzinspflicht erfasst. Die 86 genannten Namen lassen auf eine Gesamtbevölkerung von etwa 400 Personen schließen. Die Mehrzahl waren Waldbauern, ihr damaliger Landbesitz konnte teilweise durch die noch heute überlieferten Flurnamen verortet werden. Zella war siedlungstopographisch als Straßendorf strukturiert, der allmählich vergrößerte Ort wird zwischen 1535 und 1642 in die Ortsteile „Blasienzella“ und „Schwarzzella“ unterschieden. Im Ort lebten auch Berg- und Hüttenleute, Metallhandwerker, Holzfäller, Pechsieder, Harzscharrer, Aschebrenner, Zeidler und Köhler.
Im Jahr 1624 wurde der Eisenerz-Bergbau im Zella-Mehliser Gebiet eingestellt. Das Roheisen wurde danach von Schmalkalden bezogen, später ergänzt durch Lieferungen aus Westfalen und Saalfeld – belegt durch Abgabelisten der Fuhrleute.
Am 5. Mai 1619 entstand am Oberhammer von Zella ein Großbrand, der rasch um sich griff und die Kirche in Zella, die Schule und 50 Wohnhäuser, 40 Stallungen und Scheunen einäscherte.
1642 wurde Zella zum Amtssitz des Amts Schwarzwald bestimmt. Für den Amtmann wurde „hinter der Zell auf einen Hügell genannt Cuntzenberg …“ das Amtshaus erbaut. Der erste Amtmann Silchmüller beschrieb seine Untertanen als „gar so arm und verwildert …“ 1645 wurde der Ort durch Herzog Ernst I. von Sachsen-Gotha zum Marktflecken erhoben. Eine im Jahr 1648 angesetzte Visitation ergab 113 bewohnbare, 11 ausgebrannte und 32 leerstehende Wohnhäuser.
Ab dem 16. Jahrhundert entwickelte sich die Zella neben Schmalkalden und Suhl zu einem Hauptort der Eisen- und Stahlbearbeitung im Thüringer Wald.
1563 hatte Graf Georg Ernst von Henneberg die Innungsstatuten der Schlosser, Büchsenmacher, Sporer und Windenmacher festgesetzt und Suhl als Sitz der Henneberger Innung bestimmt. Zwischen den Zellaer und den Suhler Meistern entbrannte bald ein Streit über die Güte und Brauchbarkeit der gefertigten Artikel, die Zellaer Lehrlinge wurden von den Suhler Meistern nicht anerkannt. Erst 1593 endete der Existenzkampf für die Zellaer Meister mit der Unterwerfung unter die Suhler Bestimmungen, auch musste die Meisterprüfung stets in Suhl stattfinden.
1600 wurde in Suhl über den Aufbau einer neuen Büchsenschmiede in der Zella berichtet, 1624 wurde festgestellt, dass die Zellaer Meister 10 bis 15 Gesellen beschäftigen und so ihre Mitmeister um Lohn und Brot brächten, 1631 wurde eine Lieferung Gewehre an die schwedische Garnison in Erfurt nicht bezahlt. Im Jahre 1629 löste sich die Zellaer aus der Suhler Vormundschaft und begründeten ihre eigene Büchsenmacher Innung. Das Handwerk geriet jedoch im Verlauf des Dreißigjährigen Krieges durch mehrfache Plünderungen und Beschlagnahme zeitweise in den Ruin. 1641 wurde Valtin Schneider für seine verwüstete Bohrmühle mit hohen Abgaben belegt, er ging vergeblich dagegen an. 1644 bis 1648 bestellte das Gothaer Zeughaus mehrere Lieferungen Musketen und Pistolen. Die Zahl der (Schlosser-)Meister betrug 1652 in der Zella 40 und in Mehlis 19. In den Jahren 1659 bis 1662 wurde der Zellaer Innung ein jährliches Fertigungskontingent von 1000 Musketen sowie 200 Pistolen und andere Handfeuerwaffen zugesprochen.
1663 erlaubte die Landesbehörde den Bau eines Zainhammers und einer weiteren Bohrmühle. 1666 wurden in der Zella erstmals als eiserne Stücklein bezeichnete kleinkalibrige Kanonenrohre hergestellt, die aber in der Stadt Suhl geprüft und verkauft werden mussten.
Seit 1707 wurden in der Zella auch Kürasse gefertigt, diese mussten einer Beschussprüfung standhalten. Wegen mehrerer „Vorfälle“ werden die von den Zellaern belieferten Waffenhändler von der Landesbehörde gezwungen, eine Gewehrhandlungs-Kompanie zu gründen, um zu verhindern, dass die Büchsenmacher übervorteilt werden können. Ab 1722 wurde die Abgabe der Holzkohle reglementiert, Versuche mit Braun- und Steinkohle verlaufen ungünstig. Ab 1729 durfte keine Holzkohle mehr in das Ausland (Herrschaft Schmalkalden) verkauft werden.
Ein Großbrand zerstörte 1762 zahlreiche Wohnhäuser und Werkstätten. 1766 bestimmt die Landesbehörde in einer erneuerten Holzordnung die Verteilungsquoten der jährlichen Waldflächen zur Holzkohleerzeugung und den Absatz an die Handwerksmeister.
Auf Erlass des Herzogs Ernst wurde 1831 mit dem Bau einer neuen Staatsstraße von Gotha nach Coburg über den Thüringer Wald begonnen. Die Straße verbessert die Verkehrsanbindung und ermöglicht die weitere wirtschaftliche Entwicklung. 1832 wurde eine Berufsschule für die Metallhandwerker gegründet, sie ist nur sonntags geöffnet und muss von jedem Lehrling besucht werden.
Der Anschluss an das Eisenbahnnetz mit Verbindungen nach Erfurt und Meiningen wurde 1881 bis 1884 geschaffen.
Die Gründung von 1899 und der Betrieb des Büchsenmachers Weihrauch in Zella-St. Blasii (Amtsstraße 24) ist ein Bestandteil der Ortsgeschichte.

### Religionen
Die Bevölkerung von Zella und Mehlis vollzog während der Reformationszeit frühzeitig die Abkehr vom Katholizismus zum lutherischen Bekenntnis. Die historischen Barockkirchen mitsamt ihren Gemeinden gehören zur Evangelischen Kirche in Mitteldeutschland.
In Zella-Mehlis gibt es weiterhin ein Gotteshaus der römisch-katholischen Christen, die dem Bistum Erfurt angehören.

### Einwohnerentwicklung
Entwicklung der Einwohnerzahl:
| 1946 bis 1984 - 1946: 17.352 1) - 1950: 16.914 2) - 1960: 16.370 - 1981: 14.444 - 1984: 13.921 | 1994 bis 2003 - 1994: 13.401 - 1995: 13.100 - 1996: 12.990 - 1997: 12.941 - 1998: 12.933 - 1999: 13.206 - 2000: 13.036 - 2001: 12.961 - 2002: 12.726 - 2003: 12.544 | 2004 bis 2013 - 2004: 12.495 - 2005: 12.245 - 2006: 12.095 - 2007: 11.951 - 2008: 11.910 - 2009: 11.743 - 2010: 11.747 - 2011: 11.075 - 2012: 10.855 - 2013: 10.785 | 2014 bis 2023 - 2014: 10.669 - 2015: 10.631 - 2016: 10.595 - 2017: 10.532 - 2018: 10.537 - 2019: 12.727 - 2020: 12.630 - 2021: 12.532 - 2022: 12.336 - 2023: 12.272 | ab 2024 - 2024: 12.157 |

 Datenquelle ab 1994: Thüringer Landesamt für Statistik
1) 29. Oktober

2) 31. August

## Politik

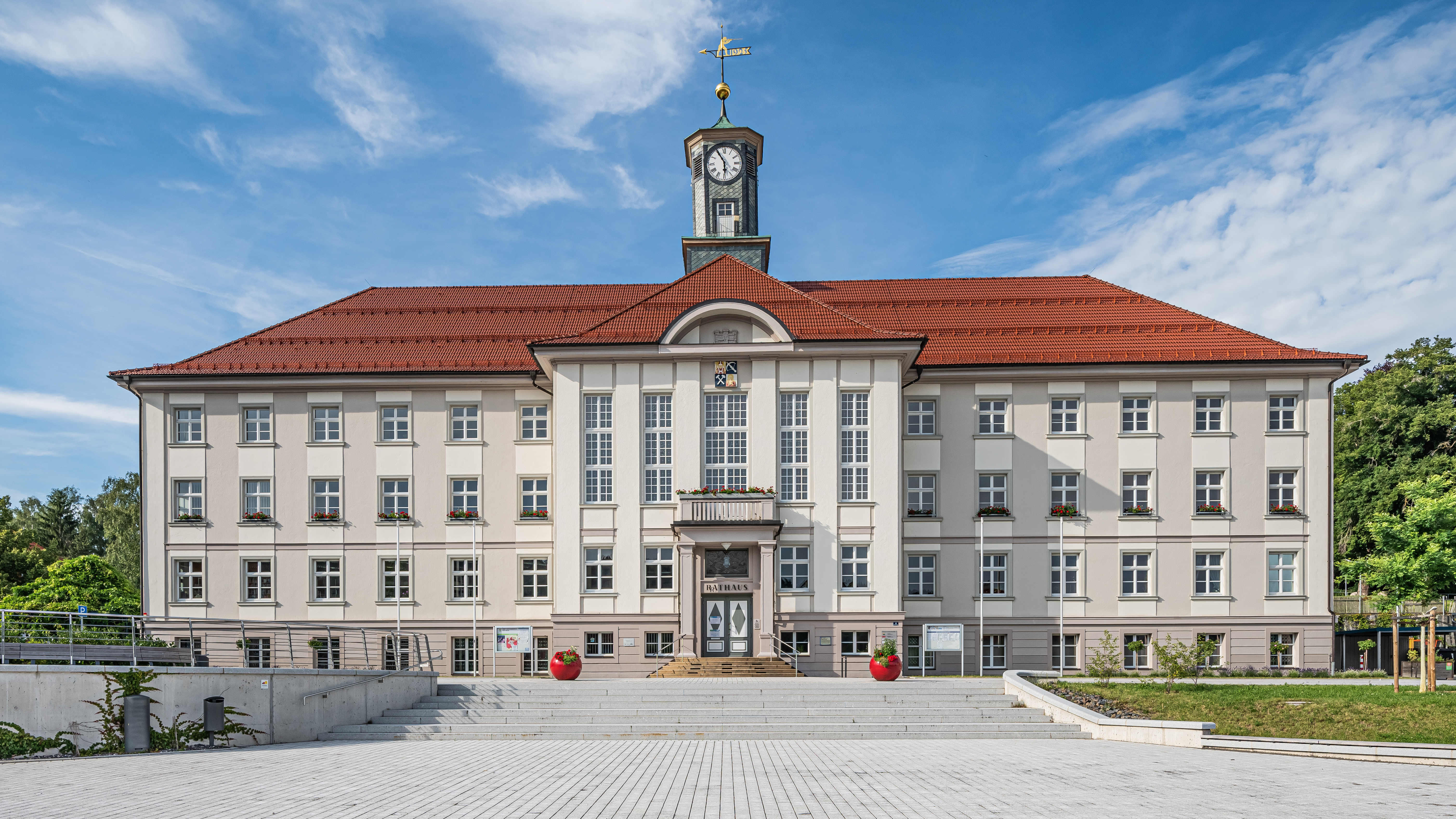
Rathaus der Stadt, eingeweiht am 22. August 1925

### Stadtrat
Die Kommunalwahl am 26. Mai 2024 mit einer Wahlbeteiligung von 62,3 % führte zu folgender Verteilung der Stimmen und der 24 Sitze im Stadtrat:
| Partei / Liste               | Stimmenanteil | G/V %p | Sitze | G/V |
| CDU                          | 18,7 %        | - 1,6  | 4     | - 1 |
| Die Linke                    | 7,0 %         | - 2,4  | 2     | ± 0 |
| SPD                          | 8,6 %         | + 1,1  | 2     | ± 0 |
| Freie Wähler                 | 28,3 %        | + 1,9  | 7     | + 1 |
| AfD                          | 19,4 %        | + 8,4  | 5     | + 3 |
| Bürgerinitiative Rennsteig   | 6,7 %         | −13,4  | 1     | - 4 |
| Zella-Mehlis plus            | 11,2 %        | + 11,2 | 3     | + 3 |
| Verantwortung für Benshausen | 0,0 %         | - 5,2  | 0     | - 1 |

G/V = Veränderung im Vergleich zu 2019     Die neu gewählten Listen sind dunkel unterlegt.

### Bürgermeister
Der hauptamtliche Bürgermeister Torsten Widder wurde am 26. Mai 2024 mit 78,9 % gewählt.
Der ehemalige Bürgermeister Richard Rossel (parteilos) war zur Wahl nicht erneut angetreten.

### Wappen
Blasonierung: „Geviert von Silber und Blau; in 1 ein wachsender nimbierter goldhaariger Bischof in rotem Messgewand mit silbernem Pallium, darauf ein schwarzes Kreuz, und rotem Mantel mit rot-silberner Mitra, in der rechten Hand einen goldenen Bischofsstab und in der linken zwei gekreuzte brennende goldene Kerzen, in 2 eine schräg rechts gelegte gespannte silberne Armbrust, in 3 ein gekreuztes silbernes Paar Schlägel und Eisen, in 4 eine wachsende nimbierte goldhaarige rotgekleidete Heilige mit weißem Gürtel, vor der Brust in beiden nach oben gerichteten Händen einen goldenen Deckelkelch haltend.“
Das Wappen symbolisiert im oberen rechten Teil den Schutzheiligen von Zella St. Blasii, den Hl. Blasius sowie die Armbrust als Sinnbild für die jahrhundertelange Waffenherstellung. Im unteren rechten Teil des Wappens stehen die gekreuzten Bergeisen für die lange Tradition des Bergbaus, das vierte Feld zeigt die hl. Maria Magdalena, die Schutzheilige von Mehlis.

### Städtepartnerschaften
Zella-Mehlis pflegt seit 1990 eine Städtepartnerschaft zum rheinland-pfälzischen Andernach und eine Städtefreundschaft zu Gemünden am Main in Bayern. Bereits seit 1967 verbindet ein Freundschaftsvertrag Zella-Mehlis mit Saint-Martin-d’Hères im französischen Département Isère.

## Kultur und Sehenswürdigkeiten

### Regelmäßige Veranstaltungen
Die wichtigsten der jährlich stattfindenden Feste sind die Walpurgisnacht am 30. April, die die größte ihrer Art im südthüringischen Raum ist, und das Stadtfest am zweiten Septemberwochenende, das jedes Jahr über 15.000 Besucher anzieht.

### Museen und Freizeiteinrichtungen
- Historische Gesenkschmiede am Lubenbach (Technisches Museum): Das ursprünglich über zwei Wasserräder verfügende Gebäude wurde 1850 als Sägewerk errichtet. Später übernahm eine seit 1843 ortsansässige Schmiede das Gebäude. 1918 wurde es zu einer Gesenkschmiede umgebaut. Heute steht das Anwesen unter Denkmalschutz.
- Das heutige Stadtmuseum ging aus der Herzoglich Sächsischen, ab 1920 Thüringischen Beschussanstalt hervor und behandelt auch das in der Region bedeutende Büchsenmacherhandwerk.
- Der Erlebnispark Meeresaquarium Zella-Mehlis zeigt auf 7150 m² Ausstellungsfläche mehr als 4000 Tiere (etwa 200 Arten in über 60 Aquarien und Terrarien); die Anlage besitzt ein Krokodilhaus, einen Koi-Park und ein Haifischbecken.[27][28]
- Heimatmuseum Benshausen

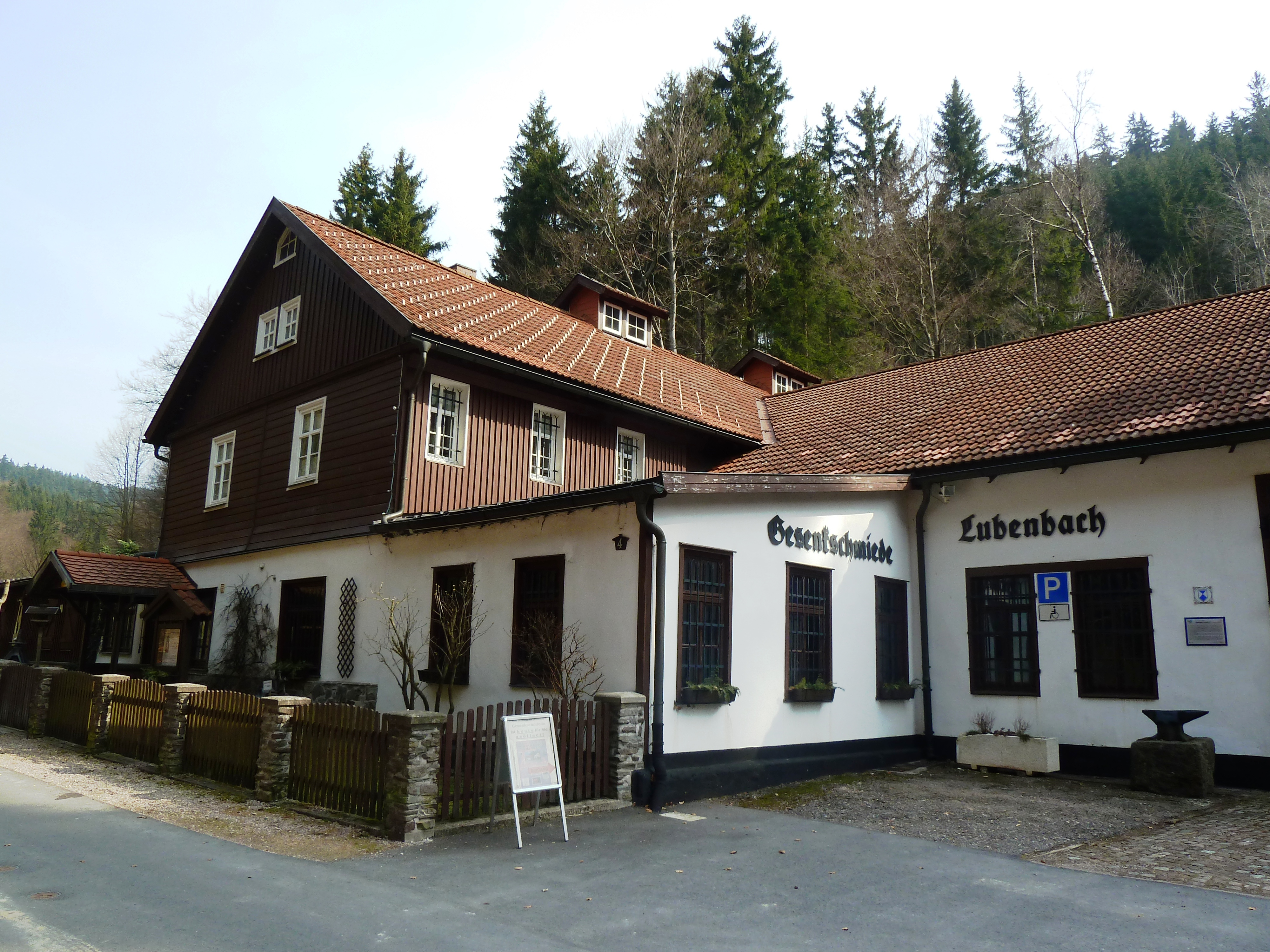
Technisches Museum Gesenkschmiede
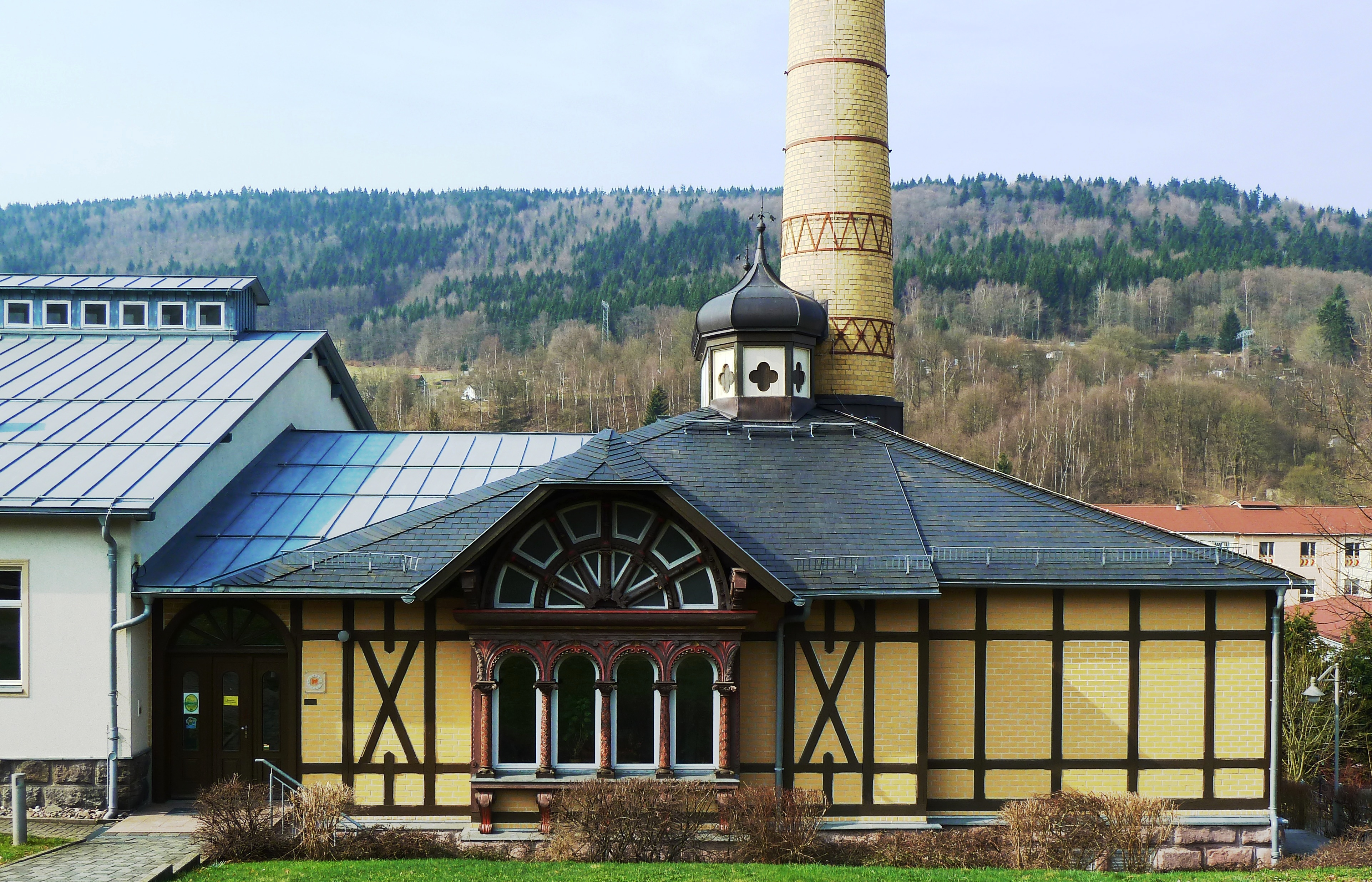
Stadtmuseum Zella-Mehlis
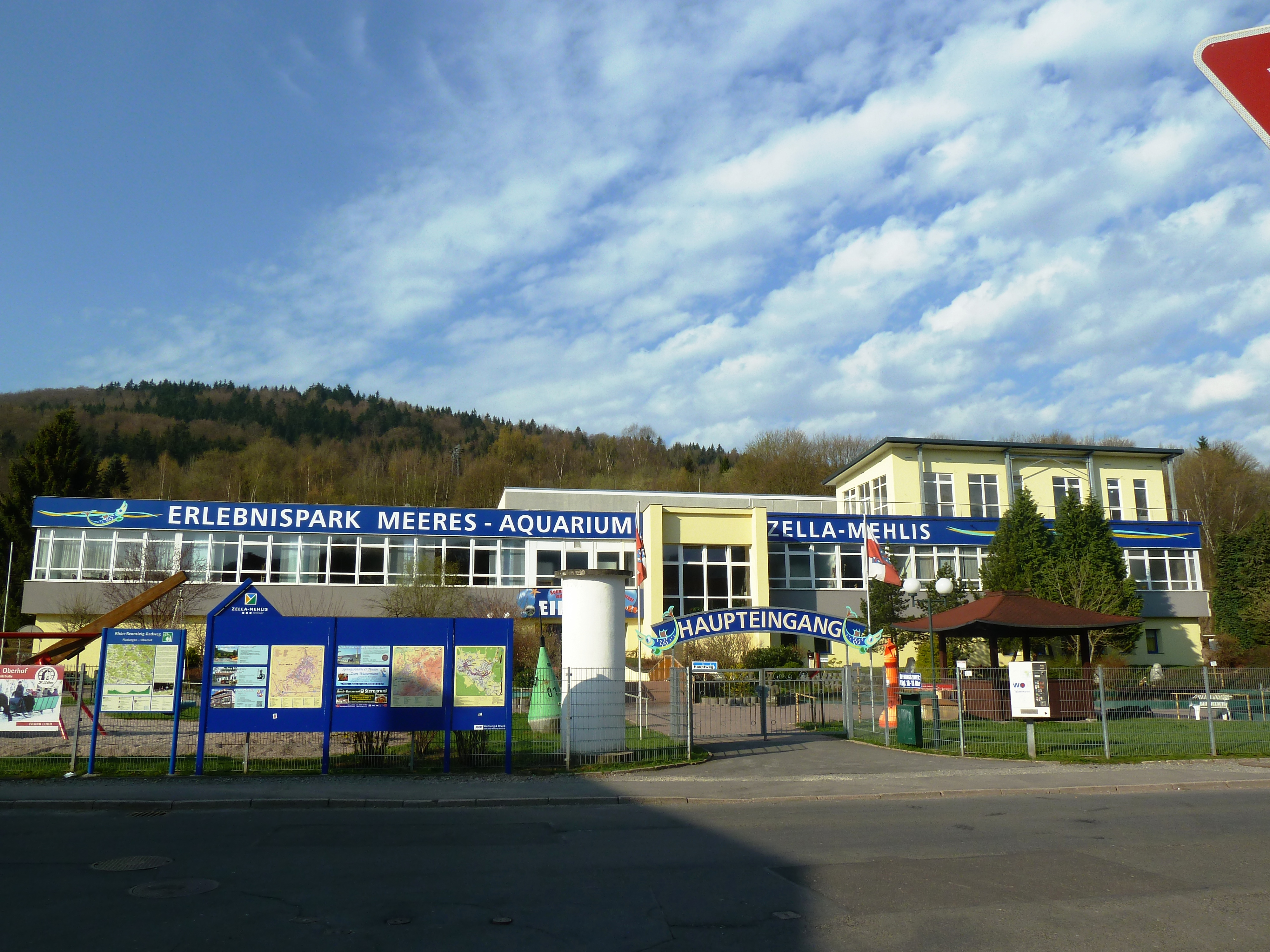
Erlebnispark Meeresaquarium Zella-Mehlis
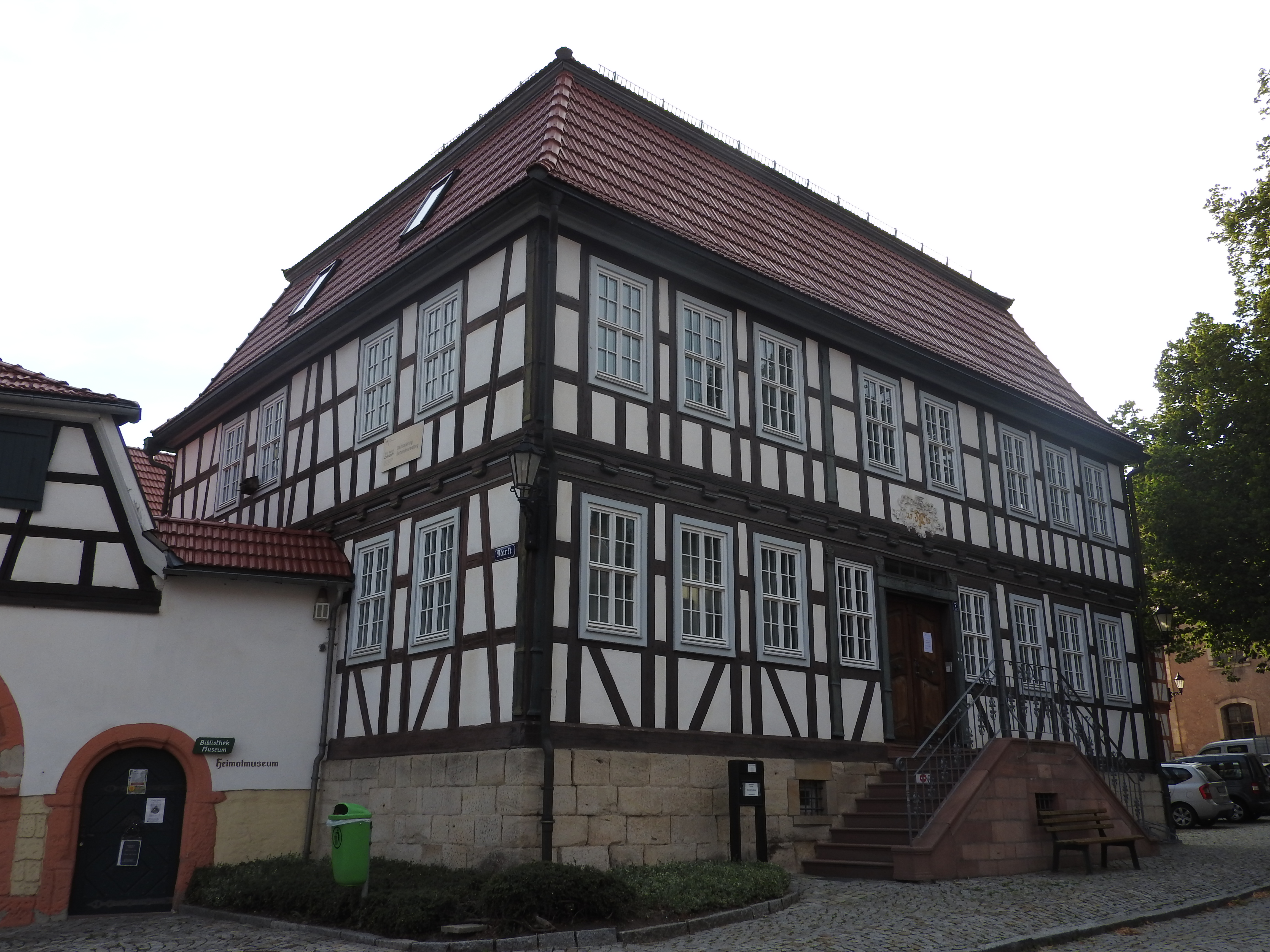
Heimatmuseum Benshausen

### Bauwerke
- Die evangelisch-lutherische Kirche St. Blasii in Zella wurde 1768–1774 erbaut und gehört zu den bedeutendsten barocken Zentralbauten in Thüringen.
 Vor der Kirche steht eine kleine Stele, mit der der Opfer der Täufergemeinde gedacht wird, die um 1530 in Zella existierte.
- Bereits im 13. Jahrhundert erhielt der Ort Mehlis eine Kapelle, die im 14. Jahrhundert durch die Magdalenenkirche ersetzt wurde. Ein Blitzschlag setzte das Gebäude in Brand. Der Neubau wurde ebenfalls ein Raub der Flammen. Die heutige Magdalenenkirche wurde 1741 am Palmsonntag geweiht und besitzt noch den steinernen Turm der ursprünglichen Kirche.
- Mit dem Bau der A 71 wurde in unmittelbarer Umgebung der Stadt mit dem 7916 m langen Tunnel Rennsteig, dem längsten Autobahntunnel Deutschlands, ein herausragendes Verkehrsbauwerk errichtet. Zella-Mehlis befindet sich an dessen Südportal.
- Seit 2007 befindet sich im Süden des Stadtgebiets eine Müllverbrennungsanlage. Ihre Errichtung war stark umstritten, auch die Stadtverwaltung prozessierte gegen sie.
- Auf dem Lerchenberg steht ein Ehrenmal für die Gefallenen des Ersten Weltkrieges.
- Im Stadtgebiet wurden mehrere Stolpersteine im Gedenken an jüdische Mitbürger verlegt. Siehe auch: Liste der Stolpersteine in Zella-Mehlis

### Landschaft
Der Hausberg von Mehlis ist der als Wanderziel und beliebter Aussichtspunkt bekannte 866 m hohe Ruppberg, der über die Kreisstraße nach Oberschönau erreicht werden kann.
Der 882 m hohe Spitz'ge Berg gilt als der Hausberg von Zella. Der höchste Punkt auf dem Gebiet der Stadt ist der 941 m hoch gelegene Sommerbachskopf, ein Nebengipfel des Großen Beerbergs. Durch den Ort führen der Rhön-Rennsteig-Radweg und Haseltal-Radweg.
Auf einer Wanderrunde durch die Wälder um Zella-Mehlis führt der Wanderweg „Zunft & Kloß“. Hier kann man typische Gewerke der Region, der Mahl- und Schneidemühlen, der Fuhrleute, des Rinderhirtenwesens, der Forst- und Waldwirtschaft und des Köhlerhandwerks, kennenlernen.

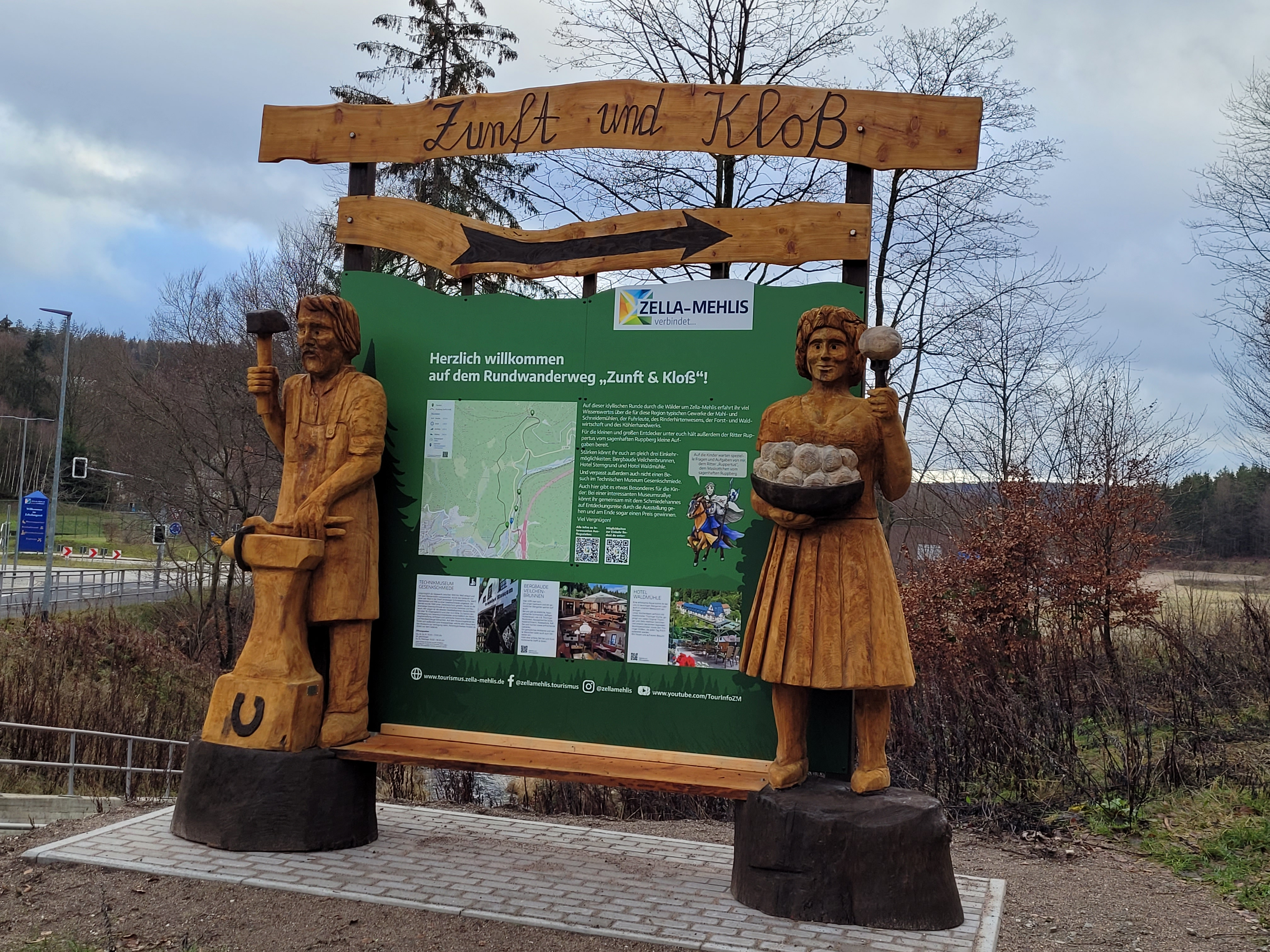
Rundwanderweg „Zunft und Kloß“ um Zella-Mehlis

## Sport

### Sportanlagen

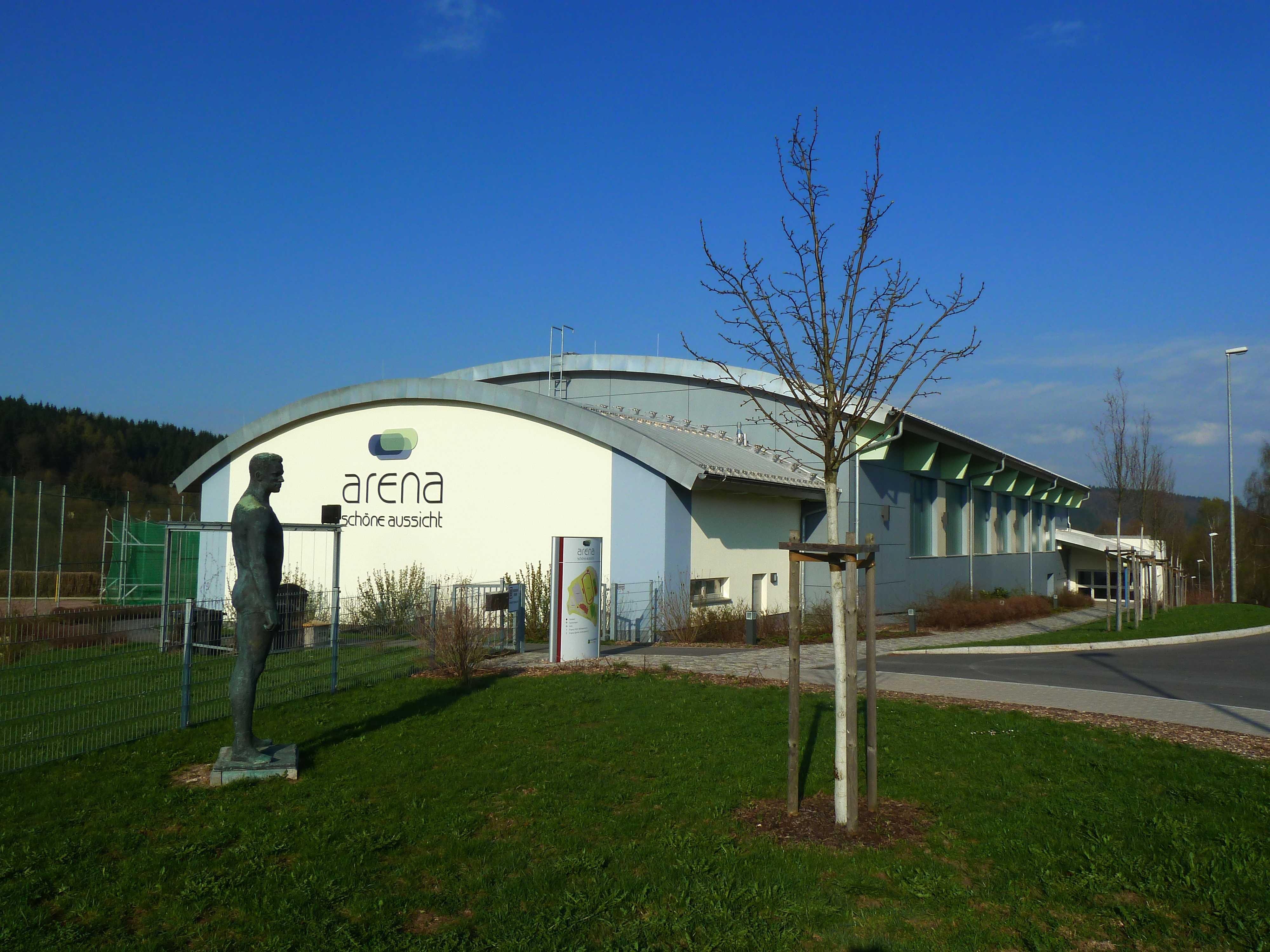
Mehrzweckhalle der „Arena Schöne Aussicht“

Die städtischen Sportanlagen wurden von 2007 bis 2009 renoviert und 2010 eine neue Sport- und Mehrzweckhalle fertiggestellt. Der Sportkomplex bekam den Namen Arena Schöne Aussicht.

### Sportvereine
Traditionell spielt der Wintersport in Zella-Mehlis, wie im gesamten Thüringer Wald, eine herausragende Rolle. Von der Nähe zum Wintersportzentrum Oberhof profitieren auch die Vereine aus Zella-Mehlis. Berühmtheit über die Grenzen der Stadt und des Landes hinaus erlangen vor allem die Sportler des SC Motor Zella-Mehlis, die besonders in den Disziplinen Langlauf, Biathlon und Nordische Kombination erfolgreich sind.
Eine große Tradition hat in der Stadt auch das Ringen. Die erste Mannschaft des AV Jugendkraft/Concordia ringt in Kooperation mit dem SV Jugendkraft 03 Albrechts (Sie bilden die Kampfgemeinschaft Südthüringen) aktuell in der Bayernliga Nord. Für den Breitensport in der Stadt ist der TSV Zella-Mehlis mit seinen 22 Unterabteilungen zuständig. Der Verein ist der fünftgrößte Sportverein Thüringens und der größte seiner Art im Süden des Freistaates. Die Fußballer des TSV wurden mit denen der WSG zusammengeschlossen. Die WSG Thüringer Wald Zella-Mehlis, wurde für ihre Nachwuchsleistung mit dem „Stern des Sports“ ausgezeichnet.

## Wirtschaft und Infrastruktur

### Übersicht
Nach der politischen Wende 1989/1990 und dem Wegfall großer Industriebetriebe war die Zella-Mehliser Wirtschaft einem enormen Strukturwandel unterworfen. Heute ist das wirtschaftliche Bild der Stadt durch eine große Anzahl an kleinen und mittelständischen Betrieben gekennzeichnet. Eine besondere Rolle spielen dabei die Metallverarbeitung, die Kfz-Zulieferbranche und traditionelle Handwerksbetriebe. Insgesamt sind heute etwa 1000 Gewerbe in der Stadt angemeldet.

### Tourismus
Zella-Mehlis ist ein staatlich anerkannter Erholungsort. Im Bürgerhaus der Stadt befindet sich die Tourist-Information. Touristisch ist der Ort geprägt durch Wandertourismus im Sommer (ca. 60 km Wanderwege) und Skilanglauf im Winter. In Zella-Mehlis befinden sich der Erlebnispark Meeresaquarium Zella-Mehlis, ein Meeresaquarium, sowie das technische Museum Gesenkschmiede und das Stadtmuseum Beschussanstalt.

### Öffentliche Infrastruktur

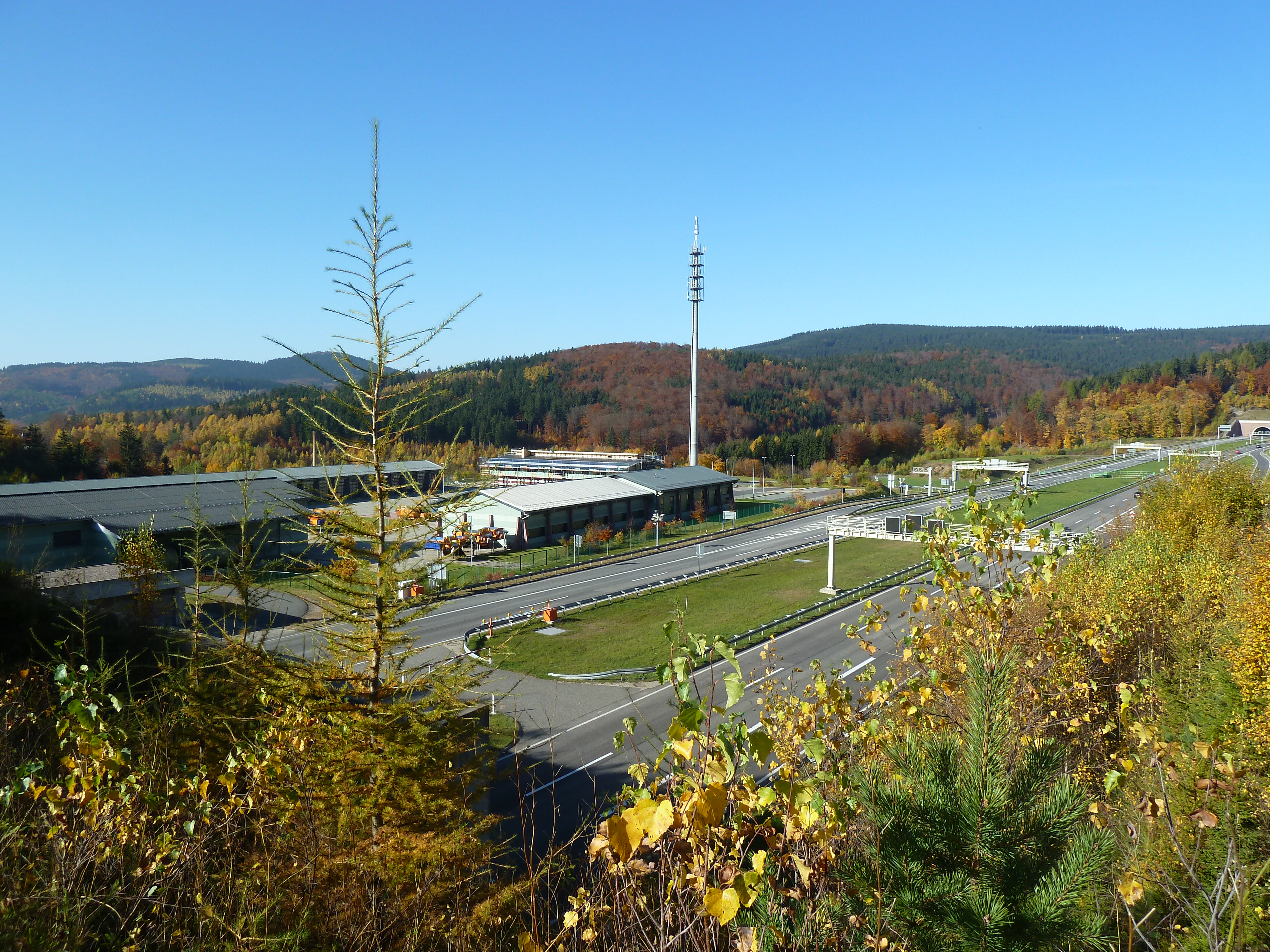
Autobahnmeisterei Zella-Mehlis

Aufgrund der ehemaligen Funktion als Kreisstadt des Landkreises Suhl-Land ist die öffentliche Infrastruktur der Stadt Zella-Mehlis besser ausgebaut als in anderen Gemeinden mit vergleichbarer Größe. Das Städtische Krankenhaus wurde zwar zum 30. Juni 2006 geschlossen, allerdings fungieren die Gebäude heute als überregionales Ärztezentrum und Seniorenpflegeheim. Es gibt in Zella-Mehlis weiterhin eine Außenstelle des Landratsamtes Schmalkalden-Meiningen und alle Elemente eines dreigliedrigen Schulsystems.
Die Freiwillige Feuerwehr Zella-Mehlis besitzt den Status einer Stützpunktfeuerwehr und nimmt unter anderem auf dem Gebiet der ABC-Abwehr führende Aufgaben im Landkreis wahr. Im Bereich des Industriegebietes „Ost“ befindet sich das Gefahrenabwehrzentrum von Feuerwehr und Katastrophenschutz für die Tunnelkette der A 71 sowie die Dienststelle der Autobahnpolizeistation Süd. Außerdem hat das Straßenbauamt Südwestthüringen seinen Sitz in Zella-Mehlis.
Die Stadt Zella-Mehlis hat seine Aufgaben der Wasserver- und Abwasserentsorgung an den Zweckverband Wasser und Abwasser Suhl "Mittlerer Rennsteig" übertragen, der seinen Sitz in Zella-Mehlis hat.

### Bildung
In Zella-Mehlis existieren alle Elemente des dreigliedrigen Schulsystems. Die beiden Grundschulen „Martin Luther“ und „Friedrich Schiller“ bereiten die Schüler auf weiterführende Schulen vor. Es existieren weiterhin die Regelschule „Lutherschule“ und das Heinrich-Ehrhardt-Gymnasium. Außerdem gibt es in Zella-Mehlis eine Berufsschule im Gewerbegebiet „Ost“ und das Bildungscenter Südthüringen, ein Kompetenzzentrum für die Ausbildung und Förderung behinderter und benachteiligter Jugendlicher. Seit 2007 befindet sich auf dem Schwarzberg das Bildungscamp Zella-Mehlis, ein Pendant zum Bildungscamp in Christes. Ziel dieser einmaligen Einrichtung ist die Förderung begabter Kinder im Grundschulalter und darüber hinaus.

### Gewerbegebiete
Zella-Mehlis verfügt über fünf ausgewiesene Gewerbegebiete. Das mit Abstand größte ist das Industrie- und Gewerbegebiet „Zella-Mehlis Ost“, direkt an der A 71. Mit einer Fläche von etwa 120 ha gehört es zu den größten im Landkreis.

### Handel und Dienstleistung
Am Stadtrand, im Bereich des Industriegebietes „Ost“ entstand Mitte der 1990er Jahre ein Einkaufszentrum, das heute den Namen „A71-Center“ trägt. Im Dezember 2012 wurde in der Talstraße ein neues Einkaufszentrum eröffnet.

### Öffentliche Sicherheit und Brandschutz
In der Stadt gibt es zwei Feuerwachen mit Standort im Ortsteil Zella-Mehlis und Benshausen. Der Standort in Zella-Mehlis zählt in Thüringen als „Stützpunktwehr“ mit überörtlichen Aufgaben (z. B. im Katastrophenschutzfall). In der Nähe des Rathauses findet sich zudem eine Rettungswache des DRK-Kreisverbandes Schmalkalden e. V. und im selben Gebäude einen Kontaktbereichsbeamten (KOBB) der Thüringer Polizei. Im Industriegebiet Zella-Mehlis befindet sich zudem das Gefahrenabwehrzentrum Suhl/Zella-Mehlis, welches die Rettungsleitstelle Suhl, die Berufsfeuerwehr Suhl und die Tunnelfeuerwehr für die A71-Tunnelkette beherbergt. Im Gefahrenabwehrzentrum befindet sich auch die Autobahnpolizeistation „Süd“ der Thüringer Polizei.

### Verkehr

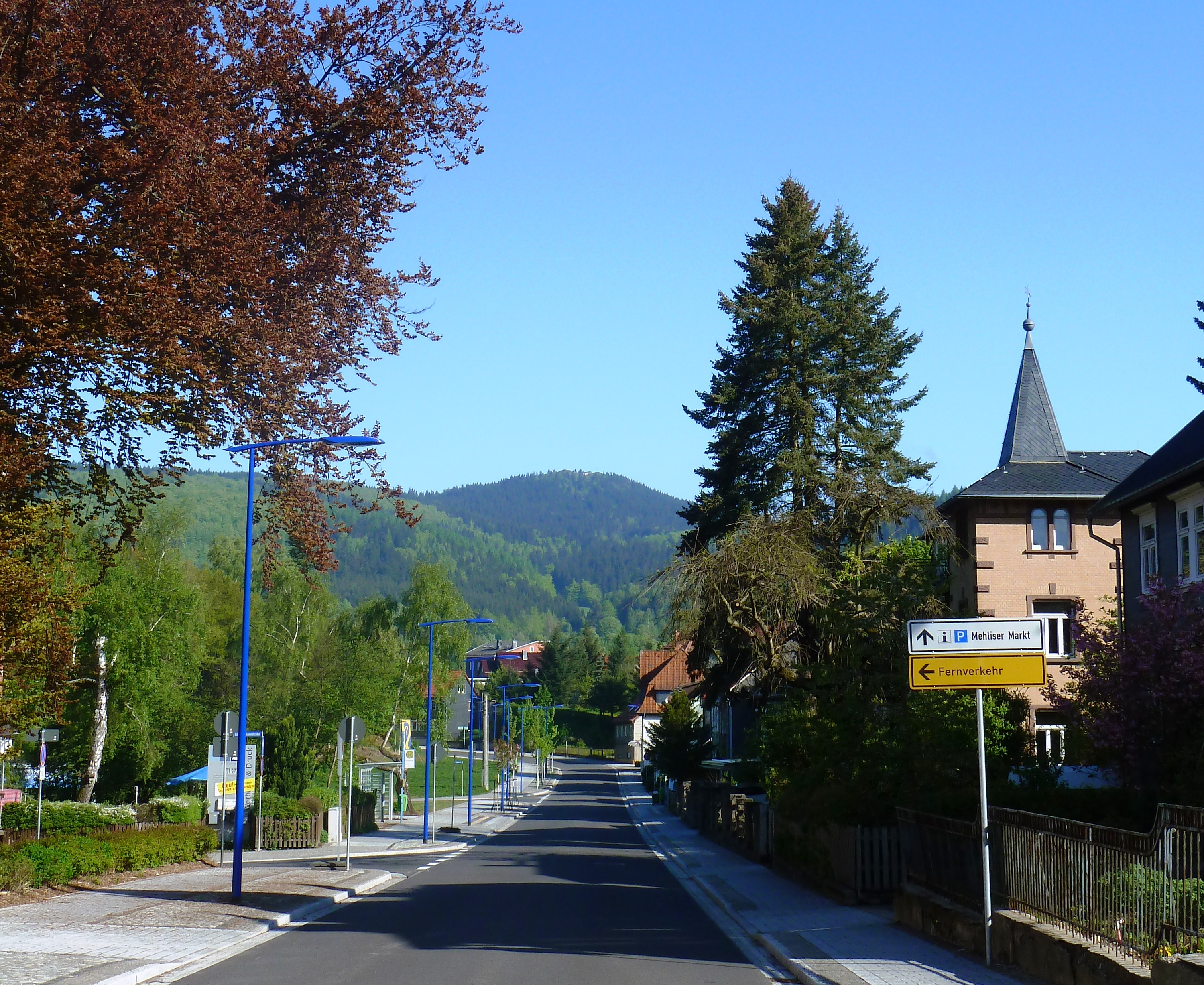
Hauptstraße mit Blick auf den Ruppberg

#### Öffentlicher Verkehr
Der Bahnhof Zella-Mehlis, gelegen im Stadtteil Zella, ist ein Eisenbahnknotenpunkt. Hier zweigt von der Bahnstrecke Erfurt–Schweinfurt die Nebenbahn nach Wernshausen (dort Anschluss zur Werrabahn) ab. An dieser werden außerdem die Haltepunkte Zella-Mehlis West im Stadtteil Mehlis und Benshausen im gleichnamigen Stadtteil bedient. Auf der Hauptstrecke verkehren jeweils im Zwei-Stunden-Takt abwechselnd der Regional-Express Erfurt–Würzburg (Mainfranken-Thüringen-Express) von DB Regio und Regio-Shuttles Erfurt–Meiningen der Süd-Thüringen-Bahn, so dass sich zwischen Erfurt und Grimmenthal insgesamt in etwa ein Stundentakt ergibt. Auf vorgenannter Nebenstrecke nach Wernshausen über Schmalkalden sind wochentags stündlich und am Wochenende zweistündlich Züge der Süd-Thüringen-Bahn unterwegs.
Seit Ende 2012 gibt es ab Bahnhof Zella-Mehlis zudem Fernbusverbindungen von MeinFernbus:
- Linie 015 Berlin–Suhl/Zella-Mehlis–Würzburg–Heilbronn–Karlsruhe–Freiburg im Breisgau
- Linie 029 München–Nürnberg–Bamberg–Coburg–Suhl/Zella-Mehlis–Erfurt–Nordhausen–Hannover–Hamburg
- Linie 055 Leipzig–Suhl/Zella-Mehlis–Würzburg–Stuttgart–Karlsruhe–Offenburg

Darüber hinaus fahren in Zella-Mehlis mehrere Überlandbuslinien und die I (Stadtlinie Zella-Mehlis) der Meininger Busbetriebe sowie die Linien B, H der Städtischen Nahverkehrsgesellschaft Suhl/Zella-Mehlis. 1989 sollte in der Stadt außerdem eine Oberleitungsbuslinie in die Nachbarstadt Suhl in Betrieb gehen, das Projekt konnte jedoch in Zeiten des politischen Umbruchs nicht verwirklicht werden.
Die nächstgelegenen Verkehrsflughäfen sind Erfurt-Weimar (60 km) und Nürnberg (160 km).

#### Straßenverkehr

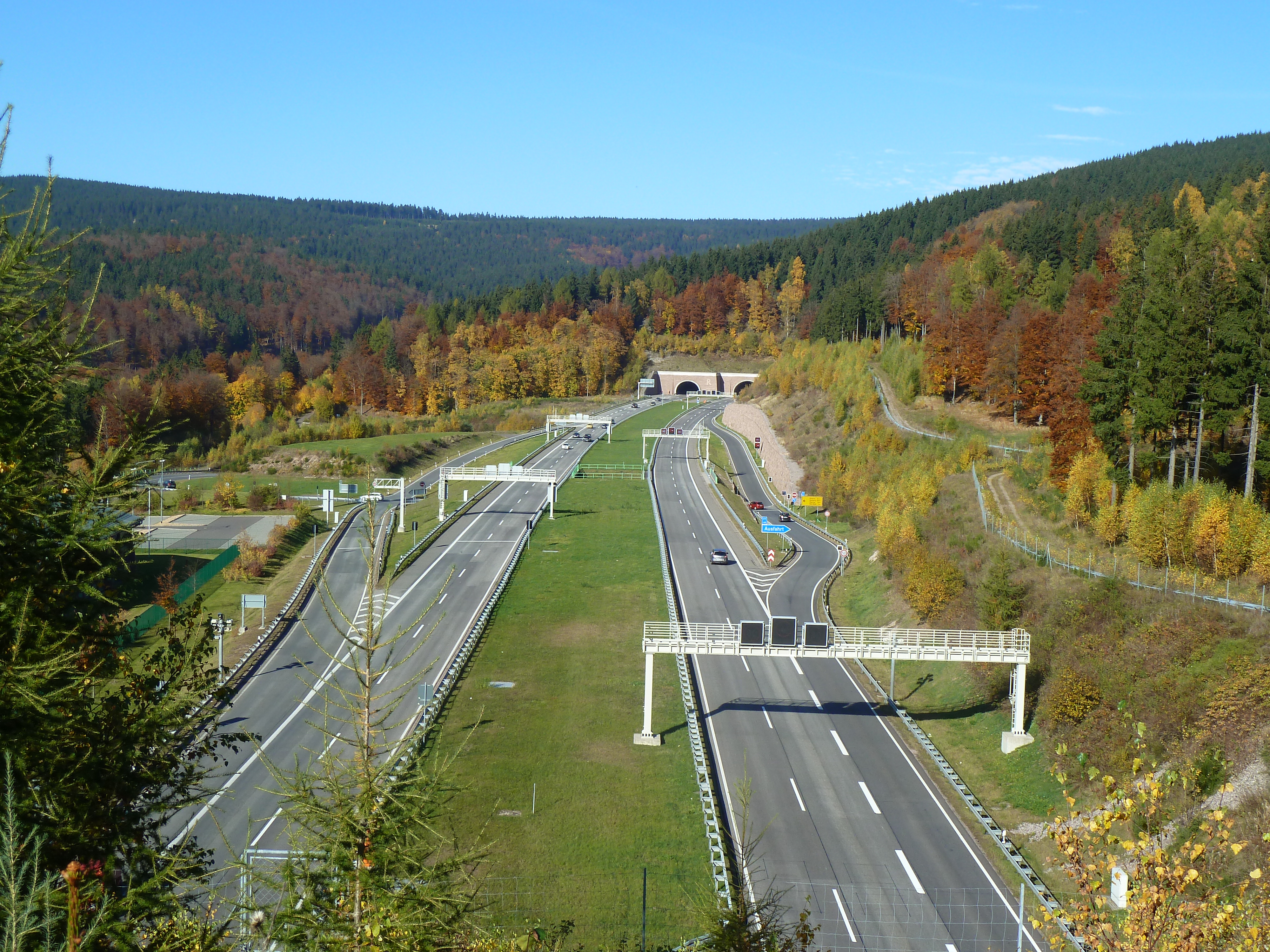
Autobahnanschluss mit Tunnelportal Rennsteigtunnel

Zella-Mehlis ist mit den Anschlussstellen Suhl/Zella-Mehlis und Oberhof direkt an die A 71 Erfurt–Schweinfurt angebunden. Weiterhin verläuft die bedeutende Landesstraße 3247 Ohrdruf–Schleusingen (ehemals B 247) durch die Stadt. Die B 280 Meiningen–Zella-Mehlis hat wegen der parallelen Autobahn ihre Bedeutung für den überregionalen Verkehr verloren und wurde aufgehoben. Der Abschnitt von Benshausen bis Zella-Mehlis und weiterführend zur A 71 wurde dagegen zur Bundesstraße 62 umbenannt. Nach dem Ausbau von vorhandenen Landstraßen führt die B 62 später von Benshausen weiter über Steinbach-Hallenberg, Schmalkalden und Wernshausen nach Barchfeld, wo sie an die bestehende B 62 Richtung Bad Salzungen angeschlossen wird.

## Persönlichkeiten

### Ehrenbürger
- Theobald Buddeus (1816–1903), Pfarrer und Ortschronist
- Paul von Hindenburg (1847–1934), Generalfeldmarschall[35]
- Helmut Recknagel (* 1937), erster deutscher Olympiasieger im Skispringen und Weltmeister, startete für den SC Motor Zella-Mehlis

### Söhne und Töchter der Stadt
- Johann Hartmann (1537–1607), Buchdrucker und Verleger
- Hieronymus Florentinus Quehl (1694–1739), Komponist und Organist
- Johann Kaspar Friedrich Manso (1759–1826), Schulmann, Historiker und Philologe
- Johann Friedrich Klett (1778–1847), Techniker und Unternehmensgründer in Nürnberg
- Valentin Sauerbrey (1804–1881), Büchsenmacher in Basel
- Johann Heinrich Ehrhardt (1805–1883), Lokomotivbauer, Obermaschinenmeister der sächsischen Eisenbahn
- Ferdinand Helfricht (1809–1892), Medailleur und Stempelschneider
- Johann Peter Haseney (1812–1869), Kupferstecher, Schöpfer der ersten deutschen Briefmarke „Schwarzer Einser“
- Gotthilf Albert Sterzing (1822–1889), Erster Präsident des Deutschen Schützenbundes
- Johann Heinrich Zang (1733–1811), Komponist
- Heinrich Ehrhardt (1840–1928), Erfinder und Großindustrieller, Gründer u. a. der Rheinmetall und der Fahrzeugfabrik Eisenach
- Gustav Ehrhardt (1868–1945), Sohn von Heinrich Ehrhardt, Automobilpionier, Fahrzeugkonstrukteur und Motorsportler
- Hugo Holle (1890–1942), Musiker, Musiklehrer, Chorleiter, Komponist und Musikwissenschaftler
- Otto Wahl (1904–1935), Skilangläufer
- Karl Zink (1910–1940), kommunistischer Widerstandskämpfer
- Hilmar Röser (1922–2014), Eishockeyfunktionär
- Karl Heinz Lemmrich (1926–2018), Ingenieur und Politiker, Mitglied des Bundestags bis 1988 (CSU)
- Kurt Hoppe (* 1936), Rechtsextremist, Thüringer Landesvorsitzender der Deutschen Partei
- Uta Gerhardt (* 1938), Soziologin, emeritierte Professorin der Universität Heidelberg
- Manfred Reich (* 1940), politischer Aktivist
- Bernd Kaufmann (* 1941), Offizier
- Joachim Fritzsche (* 1943), Germanist
- Nikolaus Henkel (* 1945), Germanist
- Michael Schumann (1946–2000), Politiker (SED, PDS), Abgeordneter der Volkskammer, Bundestagsabgeordneter
- Heike F. M. Neumann (* 1948), Schriftstellerin
- Gerhard Strate (* 1950), Rechtsanwalt und Strafverteidiger
- Peter König (* 1959), Eisenbahner und Illustrator
- Hans-Uwe Klügel (* 1960), Schauspieler und Hörspielsprecher
- Thomas Michalowski (* 1962), Fußballtorhüter
- Manuela Oschmann (* 1965), Skilangläuferin
- Anja Kampe (* 1968), Opernsängerin
- Oliver Doehring (* 1969), Comedian (Der kleine Nils)
- Victoria Carl (* 1995), Skilangläuferin, Olympiasiegerin 2022

### Mit Zella-Mehlis verbundene Personen
- Carl Wilhelm Freund Walther (1858–1915), Gründer der Carl Walther GmbH
- Nikolaus Pfaff (1892–1951), Lehrer und Politiker (KPD), starb in Zella-Mehlis
- Marcel Callo (1921–1945), Widerstandskämpfer und Seliger der römisch-katholischen Kirche, nach dem hier ein Platz benannt wurde
- Herbert Albrecht (1925–1997), Ringer vom SC Motor Zella-Mehlis
- Horst Jäger (1928–2009), Schriftsteller, Lehrer an der Betriebsschule des VEB Robotron Elektronik Zella-Mehlis
- Helmut König (1934–2017), Medailleur
- Peter Lesser (* 1941), Skispringer vom SC Motor Zella-Mehlis
- Horst Queck (* 1943), Skispringer vom SC Motor Zella-Mehlis
- Reinhard Heß (1945–2007), Skisprungtrainer in Zella-Mehlis, Bundestrainer
- Fredi Albrecht (* 1947), Ringer und Kampfrichter, besuchte hier die Kinder- und Jugendsportschule
- Klaus-Peter Göpfert (* 1948), Ringer, besuchte die Kinder- und Sportschule in Zella-Mehlis
- Rainer Schmidt (* 1948), Skispringer, Gesamtsieger der Vierschanzentournee, lebt in Zella-Mehlis
- Christoph Matschie (* 1961), Politiker, SPD-Vorsitzender Thüringens, Parlamentarischer Staatssekretär, erhielt Berufsausbildung mit Abitur zum Mechaniker in Zella-Mehlis
- Kati Wilhelm (* 1976), Biathletin vom SC Motor Zella-Mehlis
- Sebastian Haseney (* 1978), Nordischer Kombinierer vom SC Motor Zella-Mehlis
- Franz Göring (* 1984), Skilangläufer, wohnt in Zella-Mehlis
- Andi Langenhan (* 1984), Rennrodler vom RRC Zella-Mehlis
- Frank Rommel (* 1984), Skeletonpilot
- Robert Wick (* 1984), Biathlet vom SC Motor Zella-Mehlis
- Thomas Wick (* 1991), Skilangläufer vom SC Motor Zella-Mehlis
- Tino Edelmann (* 1985), Nordischer Kombinierer vom SC Motor Zella-Mehlis

### Musikgruppen aus Zella-Mehlis
- XIV Dark Centuries (1994– ), Pagan-Metal-Band